# Ośrodek leczenia alkoholizmu
Ośrodek leczenia alkoholizmu – potoczne określenie placówki zajmującej się leczeniem uzależnienia od alkoholu. Ośrodki leczenia alkoholizmu w Polsce realizują swoją misję w trzech, podstawowych formach:
- Całodobowe Oddziały Leczenia Uzależnień – pacjenci przez cały okres leczenia, zwykle 6–8 tygodni, pozostają całodobowo na terenie placówki, realizując program intensywny.
- Dzienne Oddziały Leczenia Uzależnień – pacjenci przez cały okres leczenia, zwykle 6-8 tygodni każdego dnia zgłaszają się do placówki i realizują program intensywny, w wymiarze średnio 5–7 godzin dziennie.
- Poradnie Leczenia Uzależnień i Współuzależnienia, Poradnie Leczenia Uzależnień lub Poradnie Leczenia Alkoholizmu – pacjenci odbywają leczenie w trybie ambulatoryjnym, przez okres około 18 miesięcy, realizując pełny program terapii uzależnienia, w tym czasie zgłaszają się do placówki średnio 3 razy w tygodniu – terapia podstawowa, potem zaś raz w tygodniu – terapia pogłębiona.

W większości województw funkcjonują także tzw. Wojewódzkie Ośrodki Terapii Uzależnień, realizujące leczenie alkoholizmu we wszystkich wymienionych wyżej formach oraz sprawujące nadzór merytoryczny nad pracą pozostałych placówek publicznych.
Po przemianach ustrojowych w kraju komercjalizacja usług psychoterapeutycznych i medycznych pozwoliła powoływać niepubliczne placówki terapii uzależnień.
Aktualnie ośrodki leczenia alkoholizmu funkcjonują więc w ramach publicznego systemu opieki medycznej (leczenie bezpłatne, finansowane przez NFZ) oraz w systemie usług komercyjnych jako niepubliczne ośrodki leczenia alkoholizmu (leczenie płatne, finansowane ze środków własnych pacjenta)